# ویتانوواتس (بلا پالانکا)
ویتانوواتس (به صربی: Vitanovac) یک منطقهٔ مسکونی در صربستان است که در بلا پالانکا واقع شده‌است. ویتانوواتس ۷۲ نفر جمعیت دارد.